# 嘉義縣立東石國民中學
23°28′03″N 120°15′02″E / 23.467395°N 120.250529°E
嘉義縣立東石國民中學（簡稱東石國中）是嘉義縣朴子市的一所國民中學，設有普通班、藝才班、體育班，與嘉義市立蘭潭國中是目前臺灣唯二的公立男校國中，其前身是日治時期設立的朴子尋常高等小學校，鄰近朴子水道、東石神社。

## 介紹
東石國中的前身是日治時期的朴子尋常高等小學校，其原為1912年5月1日設立的「嘉義小學校樸仔腳分教場」，在1917年4月1日獨立為「樸仔腳尋常小學校」，在1921年4月改稱「朴子尋常小學校」，1923年4月設置高等科，因此學校改稱「朴子尋常高等小學校」。1941年4月，學校改制為「朴子國民學校」，當時地址為臺南州東石郡朴子街朴子40番地。
二戰後，此處在1946年4月15日改為「東石初級中學」。1948年，毗鄰的「東石女子初級職業學校」併入東石初中。1950年8月，增設高中部，學校改為「東石中學」。1955年增設「布袋分部」（今布袋國中），1960年增設「水上分部」（今水上國中），1963年增設「朴子分部」（今朴子國中）。1968年8月因實施九年國民義務教育，東石中學高中部併入東石農校並改稱「東石高中」，東石農校國中部則併入本校，並改稱「東石國民中學」，而朴子分部改為「朴子國民中學」。1972年，東石國中改專收男生，朴子國中則專收女生。1977年8月，東石國中設立補習學校。